# Izemmouren
Izemmouren  (in arabo ازمورن‎?) è un centro abitato e comune rurale del Marocco situato nella provincia di Al-Hoseyma, regione di Tangeri-Tetouan-Al Hoceima. Conta una popolazione di 5 153 abitanti (censimento 2014).